# Birnbaum (Gummersbach)
Birnbaum ist ein Ortsteil von Gummersbach im Oberbergischen Kreis im Regierungsbezirk Köln in Nordrhein-Westfalen.

## Geographie
Birnbaum liegt an der westlichen Stadtgrenze von Gummersbach. Nachbarorte sind Apfelbaum und Rodt. Birnbaum liegt auf einem Höhenrücken an der Südseite des Tals der in die Leppe mündenden Gelpe. Der Ort liegt ca. 6,4 km vom Stadtzentrum entfernt.

## Geschichte
Der Ort Birnbaum gehörte bis 1806 zur Reichsherrschaft Gimborn-Neustadt. 1846 werden für den Ort vier Wohnhäuser mit 22 Einwohnern angegeben, alle evangelischen Glaubens.

## Verkehr
Die Haltestelle von Birnbaum wird über die Buslinie 317 (Gummersbach – Ründeroth) angeschlossen.